# Jüdischer Friedhof (Květuš)
Koordinaten: 49° 31′ 38″ N, 14° 26′ 54,5″ O

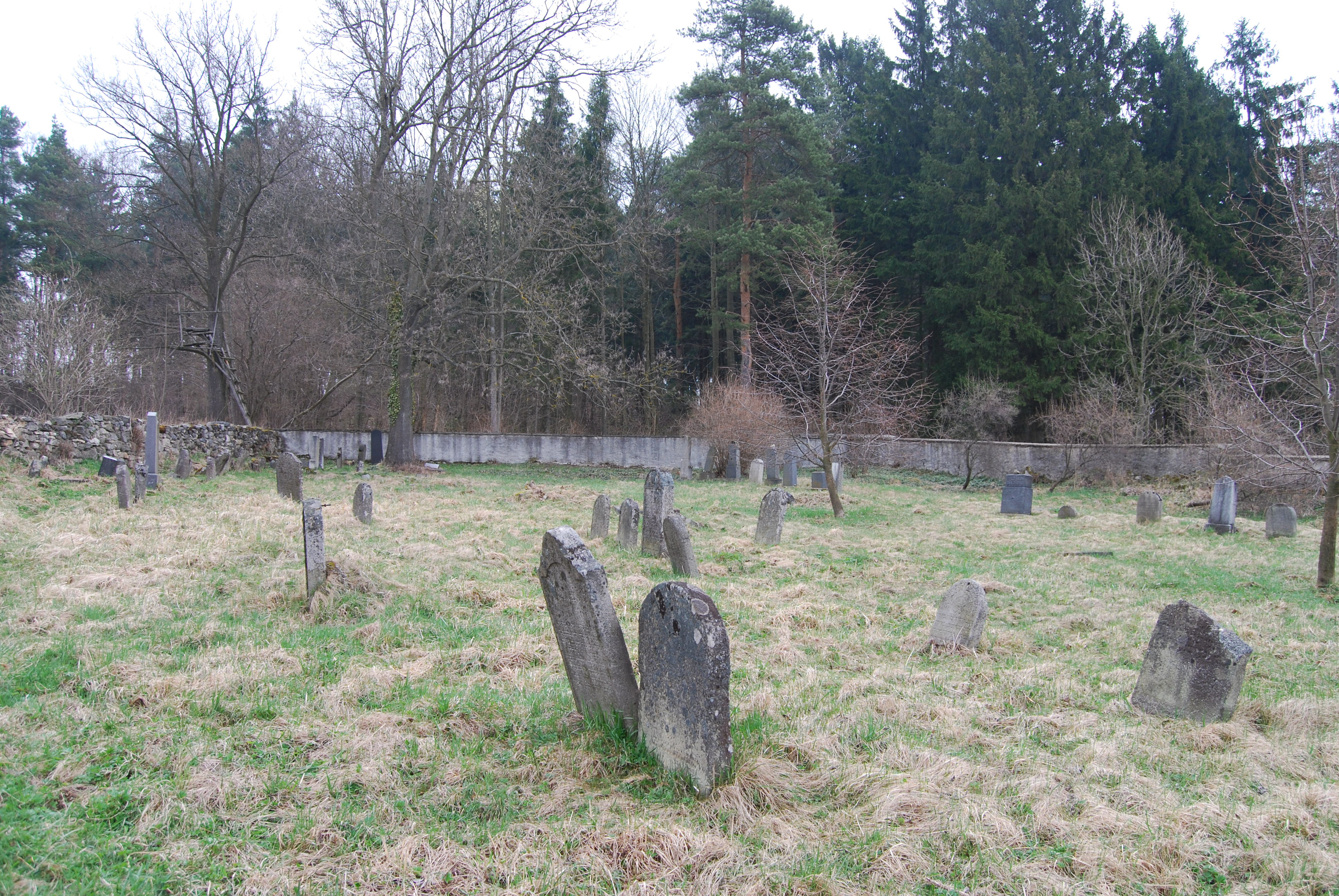
Jüdischer Friedhof in Květuš

Der Jüdische Friedhof in Květuš, einem tschechischen Ort im Okres Písek der Südböhmischen Region, wurde im 18. Jahrhundert angelegt. Der jüdische Friedhof befindet sich nördlich des Ortes an der Landstraße 123.
Auf dem 1453 Quadratmeter großen Friedhof sind noch circa 100 Grabsteine vorhanden.